# Chilwa
Chilwa je sladkovodní jezero v Africe. Nachází se v distriktu Zomba na jihovýchodě Malawi, krátký úsek jeho východního pobřeží náleží Mosambiku. Od roku 2006 má jezero s okolím status biosférické rezervace.
Jezero vyplňuje přírodní proláklinu a je obklopeno rozsáhlými bažinami. Je poměrně mělké (maximální hloubka činí dva metry) a značně mění rozlohu v závislosti na intenzitě srážek. Jeho velikost je uváděna jako 1240 km², ale fakticky může kolísat od 400 km² po 2600 km². Jezero postupně vysychá: David Livingstone ve svém deníku uvádí, že v roce 1859, kdy tudy procházel, sahalo až k pohoří Mulanje, které leží o 30 km jižněji.
Jezero Chilwa je bezodtoké. U jeho západního pobřeží leží ostrov Chisi o rozloze asi 20 km² a menší ostrov Thongwe, oba jsou obydlené.
V jezeře žije množství ryb, jako je keříčkovec červenolemý, parmička bažinná nebo endemický tlamoun Oreochromis shiranus chilwae. Chilwa leží na frekventované trase stěhovavých ptáků, z vodního ptactva jsou nejrozšířenější slípka zelenonohá a čírka hottentotská. Pobřežní vegetaci tvoří převážně orobinec druhu Typha domingensis.
Břehy ostrova jsou hustě osídleny, převážně příslušníky kmene Jaů. Obyvatelé se věnují pěstování rýže a lovu ryb a ptáků. Dánská humanitární organizace DANIDA financuje projekt, jehož cílem je nabídnout domorodcům nové způsoby obživy, které by byly šetrné vůči ekosystému jezera.